# 中村凪子
中村 凪子（なかむら なぎこ、1936年4月6日 - ）は、日本の翻訳家。
東京出身。早稲田大学文学部美術史学科卒。英米の若者向け小説、児童文学、動物関連のノンフィクションなどの翻訳を主として行う。

## 翻訳
- アン・エマリィ『男生徒無用』秋元書房 1962
- J.ランバート『二人でデイトを』秋元書房 1964
- ボルトン『じゃ、またね』秋元書房 1966
- ジョージ・オーディッシュ『チョウの季節』文化放送開発センター出版部 1977　のち社会思想社〈現代教養文庫〉
- ジュディ・ヒューズ『動物の集まる家 ヒューズ一家と野生の動物たち』草思社 1979
- レス・ライン原著 フランクリン・ラッセル編著『野生の鳥 オーデュボンソサイエティブック』藤川正信共訳 旺文社 1981
- レス・ライン,ウォルター・ヘンリックス・ホッジ編著『野生の花 オーデュボンソサイエティブック』旺文社 1981
- パトリシア・ハイスミス『動物好きに捧げる殺人読本』（吉野美恵子、榊優子、大村美根子共訳）東京創元社〈創元推理文庫〉 1986
- R.H.ピアソン『アザラシは海の犬』草思社 1987
- アン・ラバスティール『自然とともに生きる女たち』晶文社 1987
- ローラ・インガルス・ワイルダー『大きな森の小さな家』角川書店〈角川文庫〉　1988　のちつばさ文庫
- ローラ・インガルス・ワイルダー『大草原の小さな家』角川書店〈角川文庫〉　1988　のちつばさ文庫
- ローラ・インガルス・ワイルダー『プラム・クリークの土手で』角川書店〈角川文庫〉　1989　のちつばさ文庫
- J.ガライ『シンボル・イメージ小事典』社会思想社〈現代教養文庫〉 1990
- ジェームズ・N.フライ『殴り返すザンク』文藝春秋〈文春文庫〉　1992
- マイケル・フォックス,ウェンデ・D.ゲイツ『犬と話そう』新潮社〈新潮文庫〉　1993
- ディド著 チャップマン・ピンチャー協力『犬のディドより人間の皆様へ』草思社 1994
- ジェームズ・N.フライ『義理と拳のザンク』文藝春秋〈文春文庫〉　1997
- スー・ハベル『虫たちの謎めく生態 女性ナチュラリストによる新昆虫学』石川良輔（監修） 早川書房 1997
- マーク・デア『美しい犬、働く犬 アメリカの犬たちはいま・・・』水野尚子共訳 草思社 2001
- ファーン・マイケルズ『ジェインに舞いおりた奇跡』ソニー・マガジンズ ヴィレッジブックス 2003
- ジーン・ウェブスター『あしながおじさん』ユンケル（絵）角川書店〈角川つばさ文庫〉 2013
- ウィーダ『フランダースの犬 新訳』烏羽雨（絵）角川書店〈角川つばさ文庫〉 2014
- エリック・ナイト『名犬ラッシー 新訳』馬場彰子共訳 裕龍ながれ（絵）角川書店〈角川つばさ文庫〉2015